# No Rancho Fundo
No Rancho Fundo (título en español: En El Rancho Profundo) es una telenovela brasileña producida y transmitida por TV Globo. Se emitió del 15 de abril de 2024 al 1 de noviembre de 2024. La telenovela está ligeramente inspirada en la obra teatral A Capital Federal, escrita por Artur Azevedo. Desarrollada por Mário Teixeira, la telenovela fue dirigida por Allan Fiterman y está protagonizada por Larissa Bocchino, Túlio Starling, Andréa Beltrão, Alexandre Nero, José Loreto, Luisa Arraes, Débora Bloch y Eduardo Moscovis.
A pesar de ser considerada una continuación directa de Mar do Sertão, la telenovela se presenta oficialmente como una especie de epílogo de la historia mencionada, ya que la trama principal se desarrolla poco después de la muerte del personaje Tertulinho (Renato Góes), además de la ausencia de los demás personajes principales de Mar do Sertão. Sin embargo, varios personajes fueron rescatados por Teixeira.

## Elenco
- Larissa Bocchino como Maria Quirina Belmont Leonel "Quinota"[7]
- Túlio Starling como Artur Ariosto[8]
- Andréa Beltrão como Josefa "Zefa" Belmont Leonel[9]
- Alexandre Nero como Eurico "Tico" Leonel Limoeiro[10]
- José Loreto como Marcelo Gouveia[11]
- Luisa Arraes como Blandina Rivera[12]
- Débora Bloch como Deodora Montijo / Deodora Limeira Aguiar[13]
- Eduardo Moscovis como Quintino Ariosto Evaristo[14]
- Alejandro Claveaux como Jordão Nicácio[15]
- Mariana Lima como Salete Maria Pietrelcina da Consolação[16]
- Clara Moneke como Caridade do Coração Eucarístico de Jesus[17]
- Welder Rodrigues como Alcalde Sebastião Bodó Vindouro Menezes "Sabá Bodó"[3]
- Titina Medeiros como Nivalda Menezes[3]
- Thardelly Lima como Vespertino Limoeiro[18]
- Igor Jansen como Aldenor Belmont Leonel[19]
- Guthierry Sotero como Anastácio "Nastácio" Belmont Leonel[20]
- Heloísa Honein como Maria Margarida "Margaridinha" Belmont Leonel[21]
- Dandara Queiroz como Benvinda Belmont Leonel[21]
- Igor Fortunato como José Albertino "Zé Beltino" Belmont Leonel[21]
- Rhaisa Batista como Fé do Coração Eucarístico de Jesus[22][17]
- Andréa Bak como Esperança do Coração Eucarístico de Jesus[17]
- Haroldo Guimarães como Cícero Eucarístico de Jesus[19]
- Nina Tomsic como Dracena Muribel de Blumenau[23]
- Suzy Lopes como Cira Aparecida de Gênova[3]
- Leandro Daniel como Floro Borromeu[6]
- Ju Colombo como Quintilha das Chagas[24]
- Tomás de França como José Carlos Belmont Leonel "Juquinha"[25]
- Duda Rios como Tobias Aldonço[26]
- Natascha Falcão como Lola[27]
- Vitória Rodrigues como Blanchette[28]
- Nanego Lira como Padre Zezo Gusmão / Monseñor José de Botas[29]
- Valdineia Soriano como Manuela Ariosto[30]
- Zahy Tentehar como Doctora Paula Alexandre[31]
- Alex Patrício como Celso Batistão[32]
- Rafael Saraiva como Guilherme Tell[33]
- Isis Broken como Corina Castello[34]
- Fatima Patricio como Castorina Rivera[19]
- Ana Maria Mangeth como Escolástica[19]
- Jorge Ritchie como Torquato Tasso[19]
- Renan Motta como Marconi[35]
- Ivson Rainero como Sivuplê[36]
- Esther Brollo como Rafaela[37]
- Evaldo Macarrão como Antonio Bello[38]
- Lukete como Palmito Repentista[39]
- Juzé como Totonho Repentista[39]

### Participaciones especiales
- Enrique Díaz como Francisco Itamar Miroel Timbó[40]
- Letícia Salles como Zélia Noronha[41]
- Maria Sílvia Radomille como Doctora Alba[42]
- Carlos Betão como Gonçalves Dias[43]
- Juliana Teixeira como Antônia Gonçalves Dias[44]
- Tatá Werneck como ella misma[45]
- Tati Machado como ella misma[46]

## Audiencia
| Temporada | Episodios | Primera emisión     | Primera emisión              | Última emisión         | Última emisión               | Prom. de espectadores (Puntos de rating) |
| Temporada | Episodios | Fecha               | Audiencia (Puntos de rating) | Fecha                  | Audiencia (Puntos de rating) | Prom. de espectadores (Puntos de rating) |
| --------- | --------- | ------------------- | ---------------------------- | ---------------------- | ---------------------------- | ---------------------------------------- |
| 1         | 171       | 15 de abril de 2024 | 20,1                         | 1 de noviembre de 2024 | 21,0                         | 19,2                                     |